# Ilona Szatmári Waldau
Ilona Mariette Szatmari Waldau, född Szatmári 29 september 1962 i Ljusnarsbergs församling, Örebro län och uppvuxen i Borås, är en svensk politiker (vänsterpartist). Hon är ordinarie riksdagsledamot sedan 2018, invald för Uppsala läns valkrets. Hon blev omvald 2022 och var Vänsterpartiets åttonde mest kryssade riksdagskandidat i hela landet och femte mest kryssade riksdagskandidaten i Uppsala läns valkrets sett till andelen personröster. Hon var tidigare kommunalråd i Uppsala kommun. Szatmári Waldau var vice ordförande i Uppsala studentkår 1986. Szatmári Waldau har ungersk påbrå och hennes far kom som flykting från Ungern till Belgien. I riksdagen sitter Szatmári Waldau som ledamot i EU-nämnden och som suppleant i utbildningsutskottet samt finansutskottet. Hon är talesperson i frågor som rör högskola och kommunernas finanser. Hon sitter även med i riksdagens minnesnätverk för förintelsen. I EU-nämnden har Szatmári Waldau varit en hård kritiker av EU:s flyktingavtal med Turkiet.
2014 utnämndes Szatmári Waldau till Uppsalas bäst klädda kvinna.